# Francisco Riveros
Francisco Daniel Riveros Diarte (11 november 1994) is een Paraguayaans wielrenner die in 2015 reed voor Start-Massi Cycling Team.

## Carrière
In zowel 2013 als in 2015 werd Riveros vierde in het nationale kampioenschap tijdrijden, waar beide keren Gustavo Miño de snelste was. In 2017 werd hij, achter Víctor Grange en Ernesto Mora, derde. Een dag later was enkel Antero Velázquez sneller in de wegwedstrijd.

## Palmares
2025
 Paraguayaans kampioen tijdrijden, elite

## Ploegen
- 2013 –  Start-Trigon Cycling Team (vanaf 21-6)
- 2014 –  Start-Trigon Cycling Team
- 2015 –  Start-Massi Cycling Team

Ardila · Bello · Caseny · Coronel · De Decker · van Eerd · Frazer · Grassi · López · Matiauda · Matthews · Menendez · Miño · Murillo · Ortega · Riveros · Sarmiento · Servían · Zugasti · Vangheluwe (stagiair) · Zavala (stagiair)
Allard · Bueken · Busk · Caseny · Castillo · van Eerd · Frazer · Gálviz · Iparragirre · Miño · Mora · Niño · Pria · Riveros · dos Santos · Sarmiento · Ulloa · Wacker · Samuel (stagiair)